# جينارو براسيغليانو
جينارو براسيغليانو (بالفرنسية: Gennaro Bracigliano)‏ (مواليد 1 مارس 1980 في فورباك - فرنسا) لاعب كرة قدم فرنسي يلعب حاليا لصالح نادي الدرجة الأولى مرسيليا الفرنسي منذ 2011 في مركز حارس مرمى .

## روابط خارجية
- جينارو براسيغليانو على موقع رابطة كرة القدم الفرنسية للمحترفين (الإنجليزية)
- جينارو براسيغليانو على موقع قاعدة بيانات كرة القدم.إي يو (الإنجليزية)
- جينارو براسيغليانو على موقع ليكيب (الفرنسية)
- جينارو براسيغليانو على موقع Soccerway.com (الإنجليزية)
- جينارو براسيغليانو على موقع عالم كرة القدم.نت (الإنجليزية)
- جينارو براسيغليانو على موقع كووورة
- جينارو براسيغليانو على موقع AS.com (الإسبانية)